# Momias de Llullaillaco

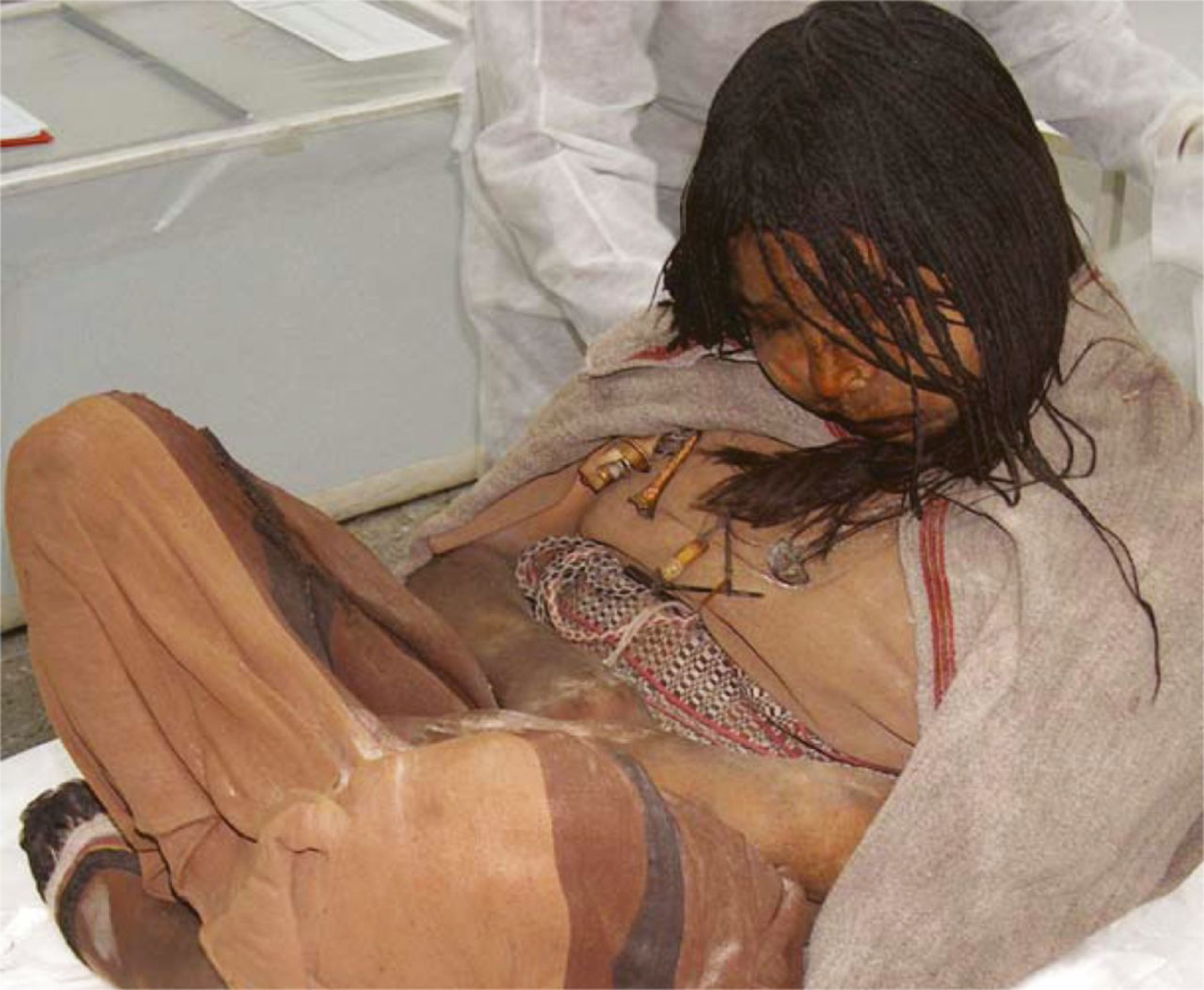
"La Doncella". Uno de los tres niños que se encontraron congelados (liofilizado) como ofrenda inca en la cima del volcán Llullaillaco.

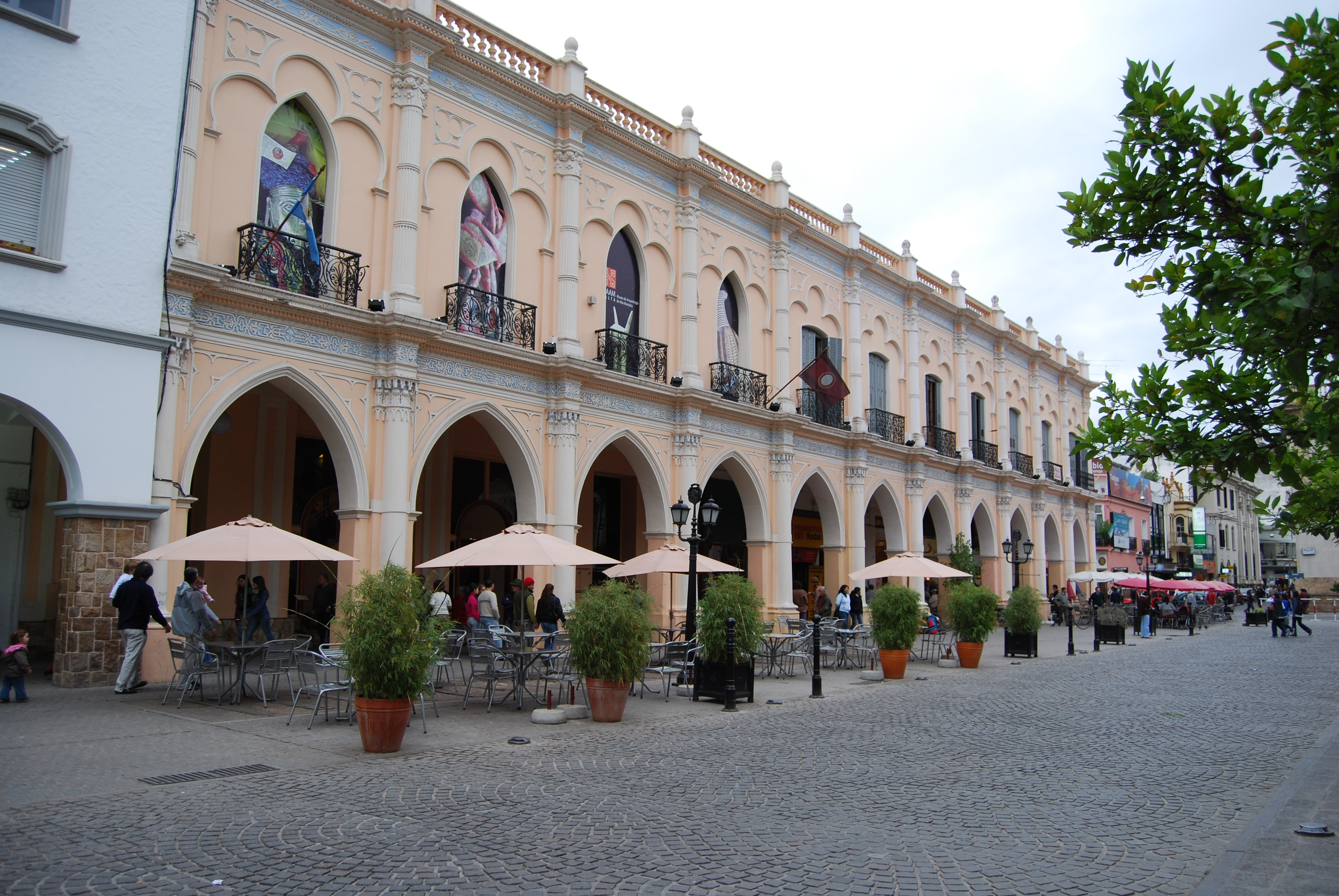
Museo de Arqueología de Alta Montaña de Salta, lugar que resguarda las momias incas.

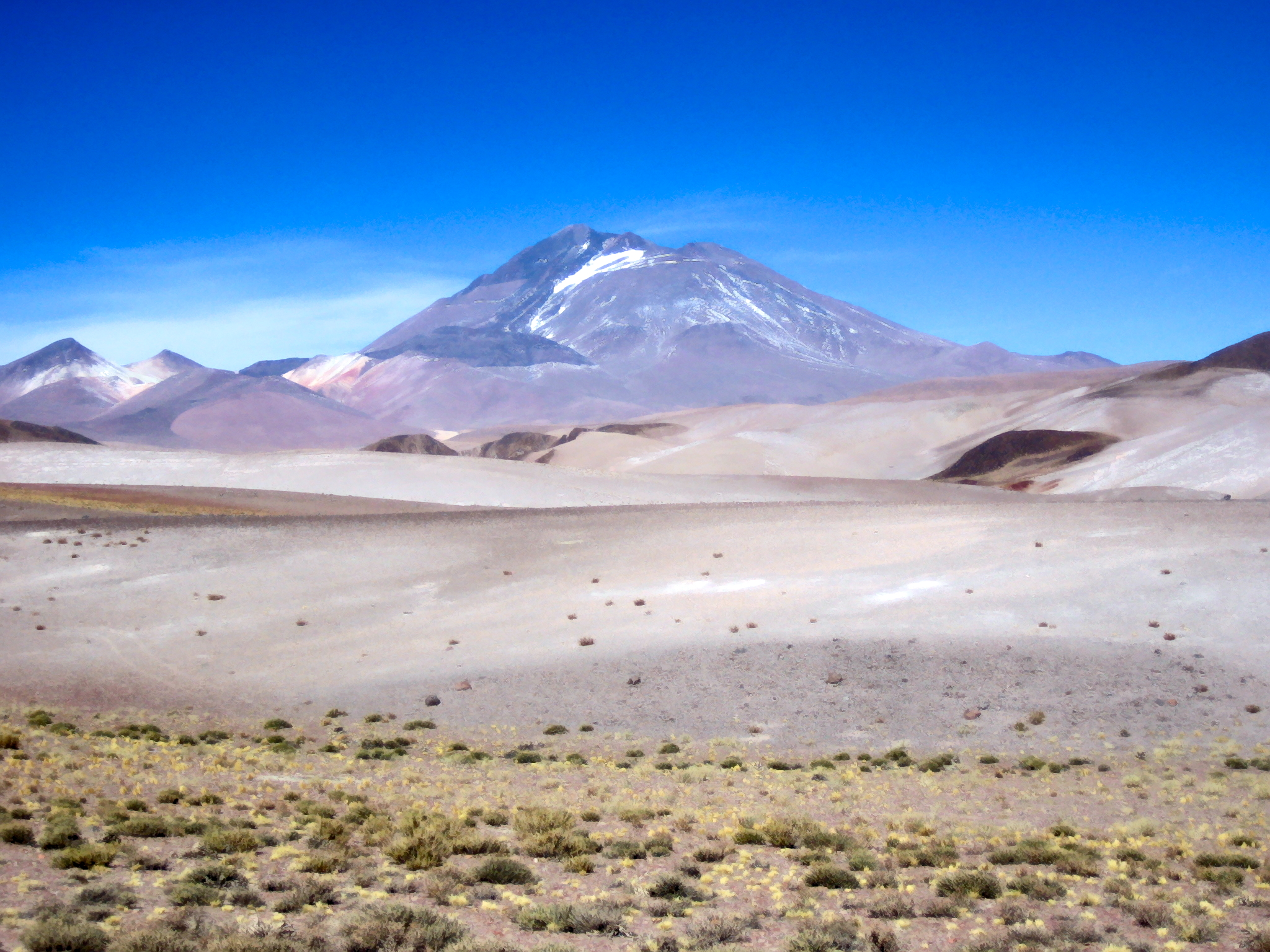
Vista del volcán Llullaillaco

Las Momias de Llullaillaco, también llamadas Niños de Llullaillaco y Niños del volcán, son los nombres con que se conocen los cuerpos de tres niños sacrificados por los incas excepcionalmente conservados por alrededor de quinientos años. Fueron hallados a una altitud de 6739 m s. n. m.  cerca de la cima del volcán Llullaillaco, en el oeste de la provincia de Salta, noroeste de Argentina. Actualmente se encuentran en exhibición en el Museo de Arqueología de Alta Montaña de Salta.
Desde mediados del siglo XX se conocía, por los relatos de montañistas, la existencia de ruinas precolombinas en ese punto inhóspito de la cordillera de los Andes. A casi 50 años de esos primeros descubrimientos se realizó una expedición financiada por la National Geographic Society y apoyada por autoridades provinciales y departamentales. En un trabajo mancomunado, montañistas y arqueólogos argentinos y peruanos, bajo la dirección del antropólogo estadounidense Johan Reinhard y la arqueóloga argentina Constanza Ceruti, sacaron a la luz lo que escondía celosamente el sitio arqueológico más alto del mundo.
En marzo de 1999 fueron encontrados los cuerpos de un niño de siete años («El niño»), una niña de seis («La niña del rayo») y una adolescente de quince años («La doncella»). Su estado de conservación era tal, que varios expedicionarios coincidieron en afirmar que parecían estar dormidos. Junto a ellos se hallaron 46 objetos que componían su ajuar, formado por figuras humanas y animales en miniatura, utensilios y alimentos.
Las tres momias incas encontradas cerca de la majestuosa cima del volcán Llullaillaco, en Argentina, estaban en un estado de conservación tan bueno que permitieron ponerle cara al antiguo ritual de la capaccocha, cuyo colofón fue el sacrificio de los niños.
Se cree que fue  un sacrificio, ya que "La Doncella" estaba vestida con un vestido marrón claro ajustado en la cintura por una faja con dibujos geométricos donde combinan colores claros y oscuros con sus bordes rojos. Tiene un manto gris con guardas rojas, sostenida por un prendedor de plata a la altura del tórax, al igual que con muchas trenzas y como era de costumbre, adornos en la cabeza. "La Niña del Rayo" y "El niño" estaban de una forma en la que no se podía percibir las prendas fácilmente.
Por Ley 25444 del 20 de junio de 2001, los «Niños del Llullaillaco» fueron declarados «Bienes Históricos Nacionales» y la cima del volcán «Lugar Histórico Nacional» por la Comisión Nacional de Monumentos y Lugares Históricos de Argentina.
Kelly Knudson, química y arqueóloga de la Arizona State University, no participó de la investigación, pero explica que este emocionante estudio demuestra que la ciencia arqueológica puede ayudarnos a comprender mejor los detalles más íntimos de la vida humana y las antiguas civilizaciones.
“Detectar un aumento del consumo de alcohol y hoja de coca es muy interesante, tanto por lo que nos dice sobre los sacrificados en la capaccocha y su vida anterior, como por lo que nos cuenta sobre la coacción y el control en la época inca”, concluye Knudson.
Cinco años después del hallazgo, se hizo posible la exhibición al público de una parte del descubrimiento en el Museo de Arqueología de Alta Montaña de Salta que fue creado a tal fin, en la ciudad capital de la provincia de Salta. La muestra cuenta con sistemas de protección de alta tecnología a fin de mantener las condiciones de temperatura, humedad e iluminación necesarias para proteger este valioso patrimonio arqueológico.

## Historia del hallazgo
Una expedición de Club Andino Chile realizó la primera ascensión deportiva al volcán Llullaillaco en 1952 y a su regreso dieron a conocer la existencia de ruinas arqueológicas en la montaña.
Entre 1953 y 1954 el militar alemán Hans-Ulrich Rudel realiza tres ascensiones con fines deportivos y exploratorios. Entre 1958 y 1961 el austriaco Matías Rebitsch asciende cuatro veces al volcán, y realiza las primeras excavaciones a 6500 m s. n. m.  de altura y en la cumbre.
En 1971 el tucumano Orlando Bravo y el baquiano Celestino Alegre Rojas quién en años anteriores había descubierto un cementerio en la base del Llullaillaco, realizan exploraciones y excavaciones. Entre 1983 y 1985, el antropólogo estadounidense Johan Reinhard se dedica a estudiar todos los sitios arqueológicos descubiertos en el volcán.
En 1998, el Consejo de Expediciones de la National Geographic Society de Washington, EE. UU., decide organizar y financiar una expedición al Llullaillaco con el fin de localizar el emplazamiento funerario y recuperar los restos. La expedición estuvo codirigida por Johan Reinhard y la arqueóloga argentina Constanza Ceruti, e incluyó a montañistas y arqueólogos argentinos y peruanos entre los que se contaban el arqueólogo salteño Christian Vitry, los andinistas del mismo origen Alejandro Lewis, Mario Lazarovich, Adriana Escobar y Antonio Mercado, los peruanos Ruddy Perea, Orlando Jaén, Jimmy Bouroncle, Arcadio Mamami, Edgar Mamani e Ignacio Mamami, y el fotógrafo de la National Geographic Gordon Wiltsie, con la colaboración de personal y vehículos del Ejército Argentino. Ninguno de ellos esperaba hallazgos arqueológicos de tal importancia.
El día 15 de marzo de 1999, a una altitud de 6700 m s. n. m. , casi en la cima, aparecieron tres figurillas de llamas, dos de concha marina y una de plata, constituyendo el primer hallazgo realizado en el lugar de ofrendas de la cima. Medio metro más abajo se encontraba el primer cuerpo.
El 17 de marzo se halló el cuerpo de «El Niño». Ese mismo día, unos metros más al norte Mercado y Perea, hallaron a «La Doncella». Dos días después  fue encontrada la tercera momia, «La Niña del Rayo».
Los «Niños de Llullaillaco» pasaron tres semanas en dos congeladores de la dependencia militar Fragata Libertad del Barrio Ciudad del Milagro, pero debido al espacio insuficiente en los congeladores para las tres momias y los artefactos, y a la falta de estructura para la investigación, el gobernador salteño Juan Carlos Romero autorizó su traslado en un vehículo de Gendarmería. Permanecieron un tiempo en un congelador común y luego se enviaron a la Universidad Católica de Salta, que contaba con tres salas para el trabajo de laboratorio y de almacenamiento y varios congeladores disponibles. En este lugar permanecieron hasta 2004, fecha en que se creó el MAAM, institución destinada a su guarda definitiva.
El MAAM, Museo de Arqueológía de Alta Montaña de Salta fue inaugurado el 19 de noviembre del 2004 con el objetivo primario de albergar y exhibir los restos arqueológicos del volcán Llullaillaco, exponiendo, en una primera etapa, solamente cinco de las piezas pertenecientes al ajuar de los pequeños mientras se esperaban desde los Estados Unidos las especificaciones técnicas respecto a las cuales se licitaría la construcción de las cámaras especiales necesarias para exponer los cuerpos.
Dadas las diferentes metodologías que requiere la conservación del tesoro del Llullaillaco, se hizo indispensable contar con dos laboratorios al momento de concebir el museo: En uno se conservan los niños y en el otro los elementos componentes de su ajuar.
Hubo diversas complicaciones en la construcción de las cápsulas de exhibición para los cuerpos de las momias debido a que estas requerían recrear las condiciones particulares de la alta montaña: baja presión atmosférica, bajo nivel de oxígeno, ausencia de bacterias, y la no incidencia de la luz solar, para evitar el deterioro de las piezas. A mediados de 2006 el director del MAAM Gabriel Miremond anunciaba que la exhibición pública anunciada inicialmente para agosto del 2006 estaría lista para la ser inaugurada en noviembre del 2006, esto no ocurrió.
A fines de 2006, el ingeniero industrial y director de obra del museo salteño, Mario Bernacki, reconoció el atraso de la empresa rionegrina INVAP, la cual se encontró con varios problemas en la construcción de las cápsulas. Entre los problemas que surgieron durante esta etapa estaba el del acrílico a utilizar, ya que el material empleado debe soportar considerable presión, permitir buena visibilidad, y filtrar la radiación UV. Dadas estas limitaciones, se decidió utilizar un acrílico de 12 milímetros conocido como metacrilato. INVAP determinó que no era posible construir la cámara en una sola pieza, sino que debían ensamblarla en varias partes lo cual generaría una demora adicional.
En enero de 2007 se comunicó que la apertura de la muestra se prorrogaría para marzo o abril del mismo año, complicándose la demora con la difusión de información turística que ya había comenzado a realizar el Gobierno provincial de Salta en el exterior sobre una exhibición en el museo que aún era inexistente. Finalmente, sin despliegue mediático, en septiembre de 2007 se realizó la presentación de la Doncella, el primero de los tres cuerpos en ser exhibido.
En el espacio creado por el Ministerio de Educación de la Nación dentro de la muestra Tecnópolis realizada en 2011 en la localidad de Vicente López, unos 1 600 alumnos de escuelas secundarias de distintas localidades del país pudieron ver ver una imagen en «3D» de las estatuillas que integraban el ajuar e interactuar con el objeto a través de la tecnología conocida como «realidad aumentada».

## El hallazgo arqueológico

### El complejo

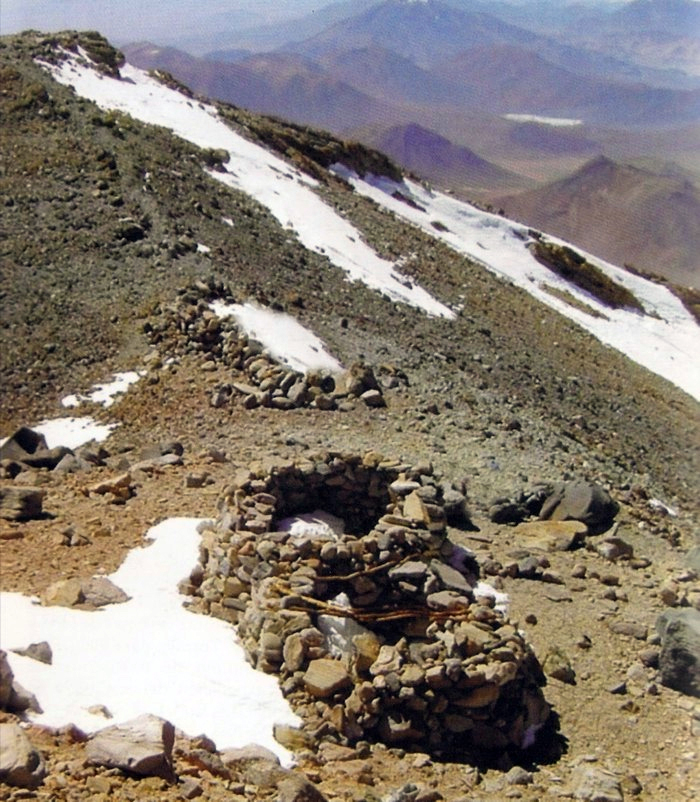
Chozas dobles y paraviento en la cima secundaria

El complejo arqueológico del Llullaillaco comprende diversos sitios asociados a un camino, distribuidos desde la base de la montaña hasta su cima. Se cree que el conjunto de construcciones pudo haber funcionado como refugio para la realización de la ceremonia.
En la base del volcán, a 4900 m s. n. m. , se encuentra el cementerio hallado por el baquiano Celestino Alegre Rojas, saqueado tiempo atrás por buscadores de tesoros; más arriba, a 5200 m s. n. m. existe un tambo, algunas de cuyas construcciones conservan paredes de hasta dos metros de altura y las vigas del techo en su posición original. Se cree también que esta estructura servía como «campamento base» para la ascensión a la cima; existen también diversos conjuntos menores de ruinas sobre las laderas de la montaña a diferentes alturas.
En la cima secundaria, a 6730 m s. n. m.  se localiza un conjunto arquitectónico conformado por dos recintos conocidos como «chozas dobles», una estructura semicircular abierta o «paraviento» y un tramo de camino que conduce a una estructura rectangular o plataforma ceremonial. Esta última contenía a los tres niños y objetos de su ajuar mortuorio.
Estas «chozas dobles» están conformadas por dos recintos contiguos de planta subrectangular, en ellas los investigadores recuperaron un atado de esterillas de paja, probablemente utilizado para aislar el frío del piso, y tres talegas, bolsas que aún se utilizan en la zona para acopiar alimentos y otros objetos.
La plataforma ceremonial mide 10 x 6 m. y se encuentra a 6715 m s. n. m.  ubicada en un promontorio muy visible desde la cumbre, afianzada por muros de contención. En la plataforma se hallaron las tres tumbas, cavadas en la roca madre, a una profundidad de entre 1,5 y 2 metros. Se considera a estas ruinas el sitio arqueológico localizado a mayor altura en el mundo.

### Los objetos del ajuar

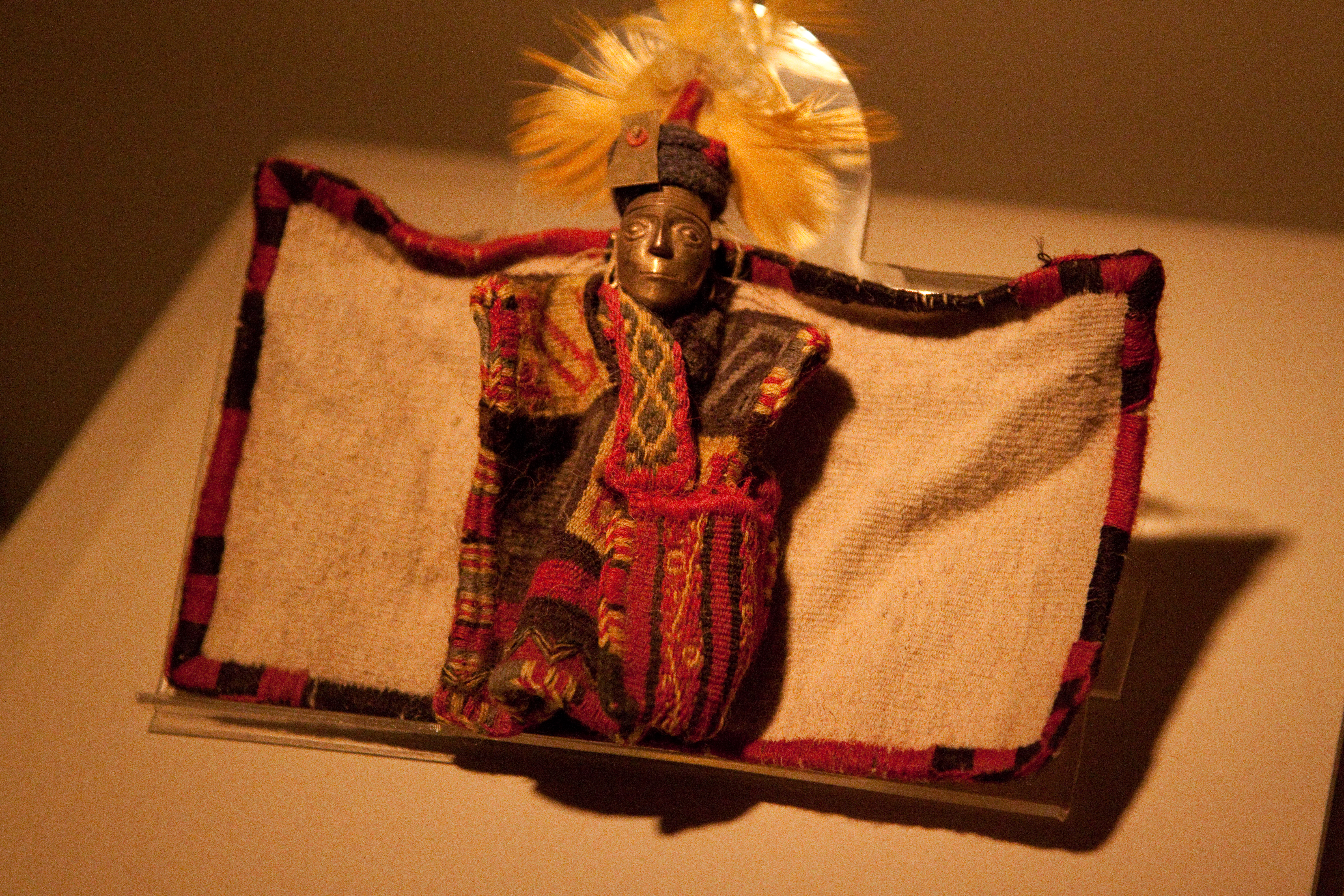
Uno de los objetos del ajuar, en el cual se puede apreciar el excelente estado de conservación.

En los rituales de ofrecimiento o pago a las deidades se entregaba lo mejor que se poseía, con la idea de ser retribuidos de igual forma. La vida de los niños y su acompañamiento mortuorio fueron en este caso la principal ofrenda.
Las réplicas en pequeña escala del mundo real que los acompañan no se resumían a sólo pequeñas estatuillas, sino que incluían también textiles, tocados de plumas, etc. con todos sus detalles en miniatura. En muchos casos los tocados y vestimentas reproducen lo que vestían los niños. Se piensa que ellos debían transformarse simbólicamente en las figurillas que los acompañaban para su viaje, las ofrendas se relacionan con este viaje, por ello llevaban comida, bebida, sandalias adicionales y mantas.
Las ofrendas que forman el ajuar están confeccionadas con materiales provenientes de diferentes lugares del imperio Inca. En ellas, se ven reflejadas las regiones geográficas más importantes del Tawantinsuyu, como así también los elementos simbólicos de mayor trascendencia: conchas marinas spondylus o mullu del Ecuador, metales de la cordillera, lanas finas del altiplano, plumas de las selvas orientales, hojas de coca de las yungas bolivianas, maíz de los lugares templados, manufacturados en su totalidad en la capital del estado.
La sociedad andina tenía como base la organización dual. Esta visión del mundo se basa en la división en dos partes iguales, opuestas y complementarias —arriba y abajo, derecha e izquierda, femenino y masculino, etc.—. Este principio atravesaba las dimensiones religiosas, ideológicas, sociales y políticas. Siguiendo esta lógica, las piezas del ajuar tienen una marcada diferencia entre lo masculino y lo femenino, representando las actividades propias de cada sexo, como también la jerarquía y lugar de procedencia.
El spondylus o mullu está vinculado a Mama Cocha deidad del mar asociada a la fertilidad; por otra parte, el oro y la plata a la figura del Inca y sus allegados, relacionándose directamente con la pareja divina Inti —sol— y Mama Quilla —luna—.

### El Niño
El primer cuerpo localizado correspondía a un niño de aproximadamente siete años de edad, se hallaba sentado sobre una túnica  o unku de color gris con su rostro dirigido hacia el sol naciente. Como todos los varones de la élite incaica, tiene el cabello corto y un adorno de plumas blancas sostenido por una Huarak'ca (una honda de cuerda de lana) enrollada alrededor de su cabeza y llevaba un adorno pectoral confeccionado con piezas de Spondylus, pelo de camélidos y cabello humano.
El grupo de ofrendas halladas junto al Niño estaba compuesto por miniaturas que representarían personajes y objetos de su entorno: textiles en miniatura, tocados confeccionados en textil, plumas, oro, pequeños detalles de spondylus, una placa ceremonial de plata, ushutas (ojotas de cuero y lana de camélidos), bolsitas de piel de animal que contienen cabello del niño, un saquillo tejido o chuspa, un engarzado con plumas blancas, y un aríbalo o urpo de cerámica, que consiste en un recipiente policromado de cuerpo voluminoso con base puntiaguda, dos asas y boca acampanada, presenta decoraciones geométricas, destacándose un helecho estilizado. Su principal función era la de transportar o almacenar líquidos.
Atrae especialmente la atención en su ajuar una serie de estatuillas que representan llamas en miniatura confeccionadas en oro, plata y spondylus, conducida por hombres finamente vestidos. Las estatuillas de camélidos, por lo general, eran ofrendas típicamente masculinas y escenificaban las principales actividades a cargo de los hombres.
En el mundo andino los camélidos poseían una importancia fundamental para el desarrollo de diversas actividades, especialmente en la economía; significaban alimento, transporte, y su lana proveía la materia prima para confeccionar los más variados textiles del Incanato. La principal función de los rebaños era acompañar a los ejércitos para servir como porteadores o alimento. También eran innumerables las llamas destinadas como ofrendas en los diversos rituales y festividades del mundo Incaico.
Otras piezas a destacar son las hondas o huarak'cas confeccionadas en lana de camélidos, son lazos de longitud y ancho considerables. Se encuentran asociadas al mundo masculino y evidencian diversos usos. Las huarak'cas eran usadas como adornos cefálicos asociadas a plumas y flores, eran signos de nobleza y se utilizaban en determinadas ceremonias. Durante su ceremonia de iniciación o huarachicuy, los jóvenes recibían su insignia o huarak'ca y la horadación de sus orejas, símbolos de pertenencia a la nobleza incaica y futuros administradores del imperio.
En 2004 un estudio a la momia realizado por la británica Angelique Corthals encontró una mezcla de sangre y saliva en un paño que se encuentra en el cuello del niño. Para Corthals esto es evidencia de una hemorragia en los pulmones causada por un fuerte golpe, por lo que sugiere que el niño murió violentamente. Para el arqueólogo Christian Vitry y el ingeniero Mario Bernaski la mancha de sangre es causa de un edema pulmonar producido por el ascenso de un niño de 7 años a más de 6700 m de altura, esta teoría es respaldada por el hecho de que no se encontraron signos de violencia en el pecho del niño.

### La Doncella
El segundo hallazgo unos metros al Norte del Niño correspondía a una joven de alrededor de quince años al momento de la ofrenda. Llevaba en su cabeza un importante tocado de plumas blancas, en su rostro aún conserva restos de pigmento rojo, y en su boca pequeños fragmentos de hoja de coca. Posiblemente haya sido una Virgen del Sol o aclla, educada en la casa de las escogidas o aclla huasi, un lugar de privilegio para determinadas mujeres en el tiempo de los Incas.
Tenía un vestido o acsu de color marrón claro ajustado en la cintura con una faja con dibujos geométricos que combinan colores claros y oscuros con los bordes rojos. Sobre sus hombros lleva un manto o lliclla de color gris con guardas rojas, sostenida por un prendedor o tupu de plata a la altura del tórax. En su pecho, cerca del hombro derecho, tiene un conjunto de adornos colgantes de hueso y metal.
Su largo cabello está peinado con pequeñas trenzas, como era costumbre en algunos poblados de los Andes. Los peinados y adornos en la cabeza servían para identificar a las personas cultural y geográficamente.
El cambio de alimentación normal de La Doncella se pudo investigar por los estudios realizados en el pelo. Se descubrió que, a lo largo del último año de su vida su alimentación cambió con mayor presencia de carne. Esto comprobó que recibió cuidados especiales en el trayecto del Cuzco al Llullaillaco. 
La Doncella no tiene deformación craneana, los otros dos niños sí. Eso no se hacía en todas partes ya que se realizaba según la etnia y por diferentes motivos estéticos.
Su ajuar incluía objetos de cerámica de formas y estilo incaico, un aríbalo —vasija cerámica—, jarrito, platos ornitomorfos; elementos textiles tales como chuspas fajas arrolladas y una pequeña wincha para el cabello. También keros de madera en miniatura, un peine de espinas de cardón y trozos de carne seca o charqui, y estatuillas antropomorfas femeninas de oro, plata y valva de spondylus.
Entre otros objetos que acompañaban a «la doncella» se destaca una estatuilla femenina confeccionada con láminas de plata, su vestimenta miniaturizada consiste en acsu, una túnica que envuelve el cuerpo, sujeta por una faja llamada chumpi, y una manta conocida como lliclla que cubre los hombros y espalda, ambas unidas por tupus, alfileres de plata, representando la vestimenta típica de las mujeres. El tocado de la estatuilla, confeccionado en plumas blancas recortadas y entretejidas sobre un soporte de lana es una reproducción exacta del que llevaba la mujer, y presenta una prolongación a modo de capa, en la parte posterior. En el área andina, los tocados son y han sido el complemento del atuendo, portadores de diferenciación social, género, pertenencia étnica y jerarquización social.

### La Niña del Rayo

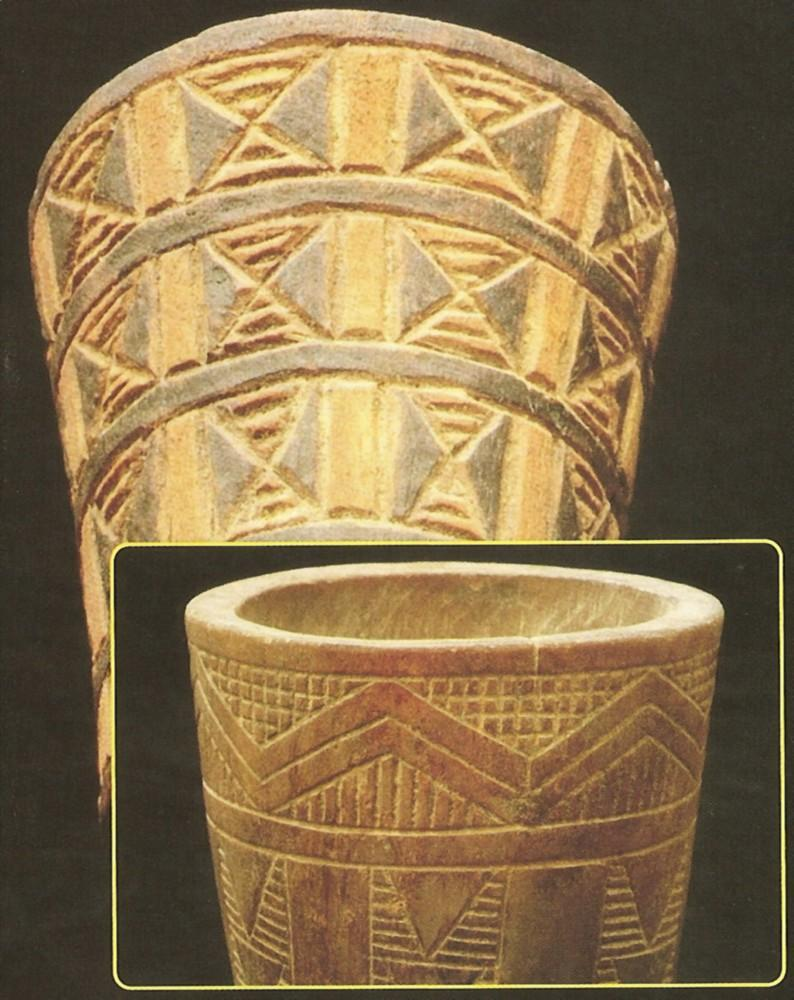
Keros de madera con decoración incisa

El tercer hallazgo correspondió a una pequeña niña, de seis años de edad, que se hallaba sentada, con las piernas flexionadas y la cabeza erguida mirando hacia el suroeste. En algún momento la descarga de un rayo penetró más de un metro en la tierra y la alcanzó, dañando parte de su cuerpo y su vestimenta; debido a este hecho se la conoce como «La Niña del Rayo».
Su cabello lacio está peinado con dos trenzas pequeñas que salen de la frente, y lleva como adorno una placa de metal. Sus ojos están cerrados y la boca semiabierta, pudiéndose observar la dentadura. Como sinónimo de belleza y jerarquía, su cráneo fue intencionalmente modificado, teniendo una forma cónica.

Sobre sus hombros la cubre un manto o lliclla de color marrón sostenida por un prendedor o tupu de plata colocado a la altura del pecho. La cabeza y parte del cuerpo estaba cubierta por una gruesa manta de lana oscura, y todo el cuerpo estaba envuelto en otra manta de color claro con bordados rojos y amarillos en su perímetro.
Acompañaban a la pequeña varios elementos de cerámica en miniatura, de estilo incaico como platos con cabeza de pato; bolsas o chuspas; mocasines de cuero; sandalias, keros, de madera tallada con decoraciones geométricas incisas, y un conjunto de estatuillas antropomorfas femeninas en miniatura de oro, plata y mullu vestidas con miniaturas de textiles y tocados de plumas, y un brazalete miniatura de oro batido.

## La Capac cocha

Ceremonia de Capac cocha a la huaca Pacha Camac (creador del universo) de los Chinchaysuyos

Las investigaciones sostienen que el sacrificio de los niños se produjo en el marco de la ceremonia llamada capac cocha o capac hucha, durante un verano entre 1480 —fecha de expansión del imperio incaico al noroeste argentino— y 1532 —fecha en que el imperio cayó bajo dominio español—.
Desde un punto de vista etimológico, «hucha» significa deber, deuda, obligación, cuyo incumplimiento cobra el sentido de «falta». De esta manera, en palabras de Gerald Taylor, «el Capac hucha corresponde a la realización de una obligación ritual de máxima importancia y esplendor—Capac—».
El ritual de la capac hucha fue extensamente documentado por los cronistas españoles y la existencia de esta clase de yacimientos arqueológicos en las montañas de Los Andes en alturas cercanas a los 5000 m s. n. m.; es bien conocida. Varios de estos yacimientos fueron profanados y saqueados, y tanto restos humanos como otras piezas arqueológicas fueron vendidos en el mercado negro o a museos.
En el caso de estos tres cuerpos, al parecer, los dos niños eran de familias nobles, escogidos desde su nacimiento para ser parte fundamental del ritual, como sugiere el hecho de que sus cráneos fueran deformados con distintas técnicas. Las investigaciones, basadas en el análisis de ADN, han determinado que no existía parentesco entre los tres.

## Críticas y controversias

### Respecto a las culturas originarias
Las críticas desde algunas comunidades originarias se centran mayormente en el respeto a la tradición cultural heredada del Inca de la cual se sienten depositarios únicos, así como de a quién corresponde la «propiedad» de los restos arqueológicos. Estos grupos sostienen que el retiro de los cuerpos de los niños configura una profanación. También afirman que este museo es un desafío a la Constitución de la Nación Argentina que establece que el Congreso de la Nación Argentina reconoce la preexistencia étnica y cultural de los pueblos indígenas argentinos, garantizando -concurrentemente con las provincias- el respeto a su identidad y «asegurando su participación en la gestión de los intereses que los afecten».

Algunos profesionales han puesto el acento en el respeto a los criterios de las diversas culturas, previstos en el Código de Ética Profesional del Consejo Internacional de Museos —ICOM—, cuando expresa en el punto titulado «Responsabilidades profesionales respecto de las colecciones», que «el museo tendrá que responder con diligencia, respeto y sensibilidad a las peticiones de que se retiren de la exposición al público restos humanos o piezas con un carácter sagrado. También se responderá de la misma manera a las peticiones de devolución de dichos objetos. En la política de los museos se debe establecer claramente el procedimiento para responder a esas peticiones».
Para el arqueólogo Christian Vitry, esta investigación ayudó a entender mejor el contexto de los rituales que se realizaban en los cerros hace 500 años y más. Según la creencia Inca, los niños ofrendados no morían, sino que se reunían con sus antepasados, quienes observaban las aldeas desde las cumbres de las altas montañas. Vitry sostuvo ante un medio de Salta que «se dice que las momias son de origen inca, y si bien lo inca no existe como entidad política, social y cultural, no se puede decir que no existen los pueblos origínarios locales que asumen como "propios" los elementos del pasado.». Más recientemente Vitry opinó que «Hoy, las momias del Llullaillaco forman parte del patrimonio cultural local, patrimonio que fue consensuado por un cuerpo social, es decir, toda la comunidad, incluyendo los grupos indígenas.»
Una publicación especializada ha llegado a afirmar que la exhibición de los restos de las momias de Llullaillaco constituyen una «...falta de consideración, rayana con el desprecio por la humanidad de los integrantes de una antigua cultura indígena»
Esta concepción de la exhibición de los restos como una profanación parece más bien inspirada en el enfoque católico posterior al proceso de evangelización y no en la tradición incaica, ya que los propios incas acostumbraban sacar las momias de sus antepasados de sus bóvedas en noviembre, mes de llevar difuntos, que llamaban aya marq'ay killa darles de comer, adornarlos, y pasearlos por calles y plazas.

### Reclamos económicos
Carlos Vara, un delegado de la comunidad Suri-diaguita-calchaquí,[cita requerida] declaraba en referencia a la exposición de los cuerpos en el MAAM, «no solo violaron la tumba de nuestros ancestros, sino que no vemos ningún beneficio, porque ellos cobran entradas».
El arqueólogo Christian Vitry asegura que el Gobierno prometió a los habitantes de las comunidades una capacitación para formarlos como guías, para que ellos puedan trabajar en el museo, o un espacio para que vendan sus artesanías. «El museo genera dinero que va para el Estado provincial. A veces, la gente de las comunidades nos increpa, nos pide que le demos dinero de las entradas. Ojalá un día todo se convierta en un sistema equitativo que le devuelva a los pueblos todo lo que los pueblos le dieron».

### El inevitable deterioro
Existe una discutida corriente de opinión que sostiene que cuando se remueve este patrimonio arqueológico de sus condiciones ambientales originales, aun observando las mayores precauciones, se produce un deterioro, que, aunque mínimo, con el transcurso de los años puede ser grave, puntualizando que en 10 años de extraídos los restos se han deteriorado más que en los 500 años que estuvieron en su emplazamiento original.
Las declaraciones del anatomopatólogo Gerardo Vides Almonacid, quien está a cargo de controlar la preservación de los cuerpos de los niños, parecían confirmar este deterioro cuando afirmó que «Sobre la base de toda la investigación que se hizo, tanto en 1999 como en 2004 y en diciembre de 2008, demuestran que los cuerpos están estables. Es decir que están preservados. Lógicamente siempre existe el deterioro, cualquier persona cuando pasa el tiempo, aunque esté vivo se va deteriorando. Diez años antes tenía una situación una preservación de su físico y de su cuerpo; diez años después tiene muchas alteraciones, pero eso no significa que esté mal, significa que está bien, que los cuerpos están estabilizados». En el mismo sentido, un informe generado por el director Miguel Xamena; el responsable del diseño del sistema de criopreservación del MAAM, el ingeniero Mario Bernaski y por el propio Almonacid, reporta que «después de diez años el impacto natural por los cambios no ha sido tan grave» aunque estudios recientemente publicados apuntan a lo contrario.

## Galería

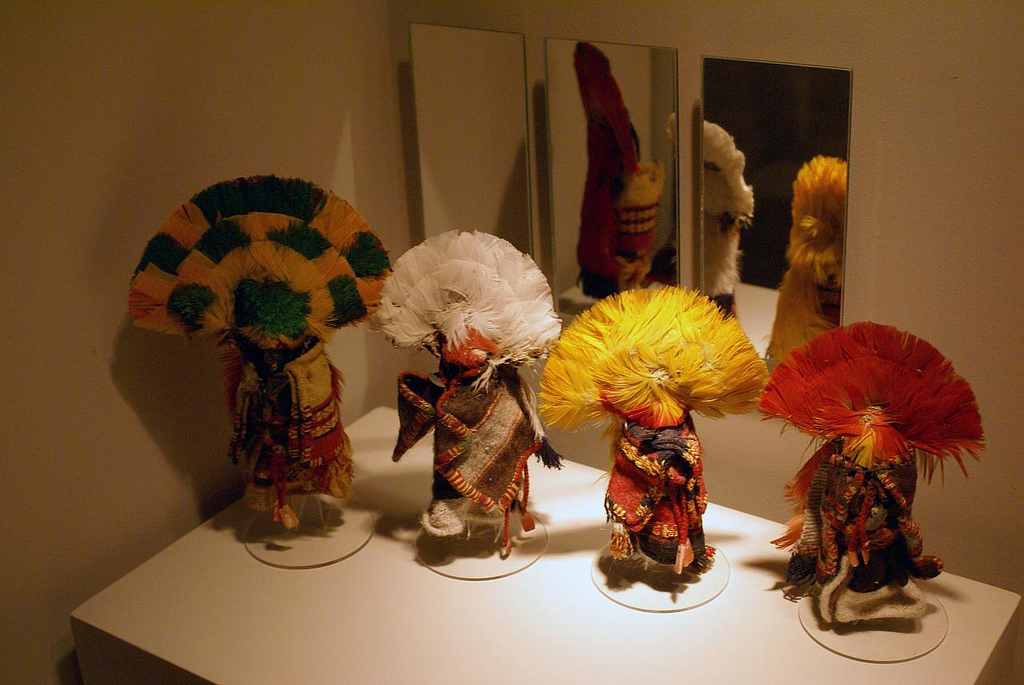
Ajuar encontrado junto a los niños del Llullaillaco.
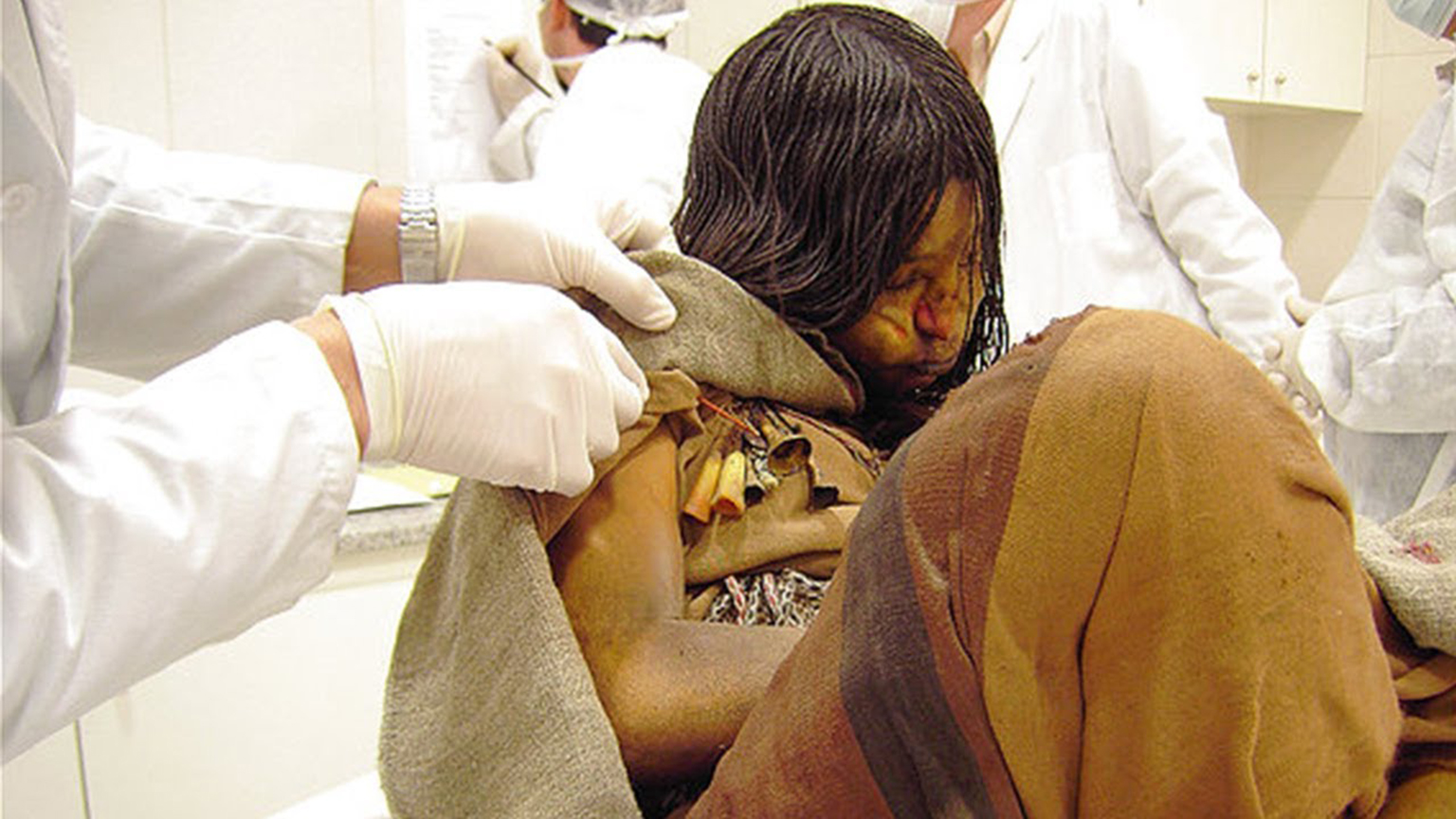
"La Doncella", momias del Llullaillaco.
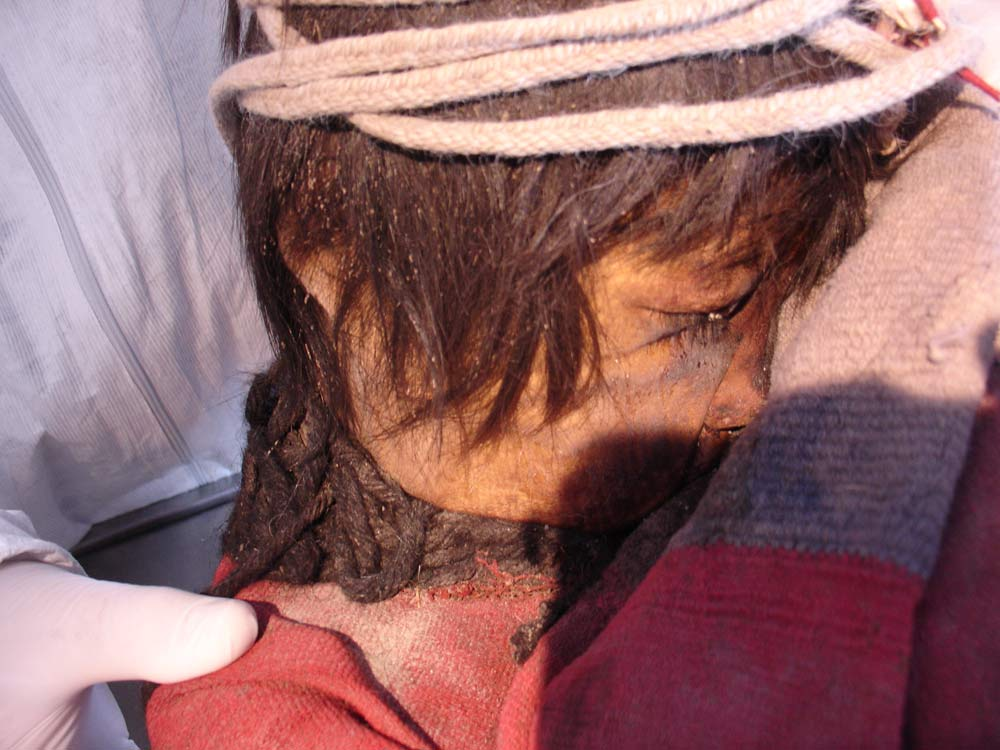
"El Niño".
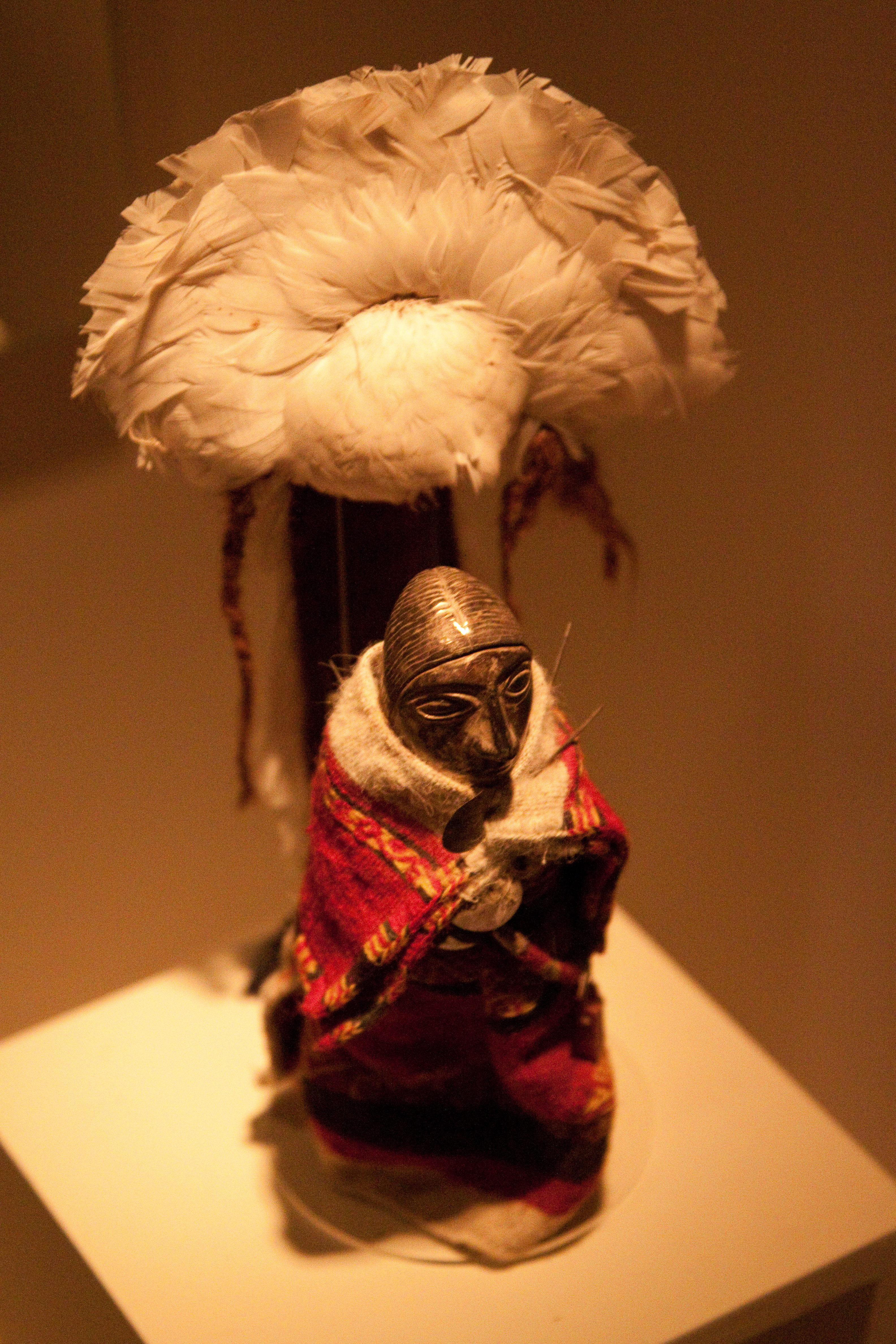
Estatuilla de plata del ajuar funerario